# NGC 5729
NGC 5729 في الفهرس العام الجديد، هي مجرة، تقع في كوكبة الميزان. اكتشفت في 4 فبراير 1786 بواسطة ويليام هيرشل.

## روابط خارجية
- NGC 5729 على موقع ويكي سكاي: DSS2, SDSS, GALEX, IRAS, Hydrogen α, X-Ray, Astrophoto, Sky Map, Articles and images